# Александров, Иван Иванович (революционер)
Ива́н Ива́нович Алекса́ндров (псевдоним Орлов; 22 ноября 1893 Сосновка Московской губернии — 11 декабря 1937, Ленинград) — российский революционер, участник Гражданской войны, организатор вооруженного восстания в Мурманске 21 февраля 1920, председатель Мурманского Совета рабочих и солдатских депутатов, затем — сотрудник НКВД и Красного креста.

## Биография
Окончил Петровское коммерческое училище в Москве. По некоторым данным, перед Первой мировой войной поступил в юнкерское училище, откуда по одним источникам был отчислен и отправлен на фронт рядовым, по другим — успешно окончил его и стал кадровым офицером Русской императорской армии; однако в собственных опубликованных в 1935 году воспоминаниях данных об этом нет. В 1914 году был захвачен в плен, в том же году вступил в «Союз Спартака». В лагере военнопленных при содействии германских военных властей, вёл антивоенную пропаганду. Участвовал в Баварской революции 1919 года. В октябре того же года, спасаясь от ответственности за участие в боевых действиях против германских правительственных войск, записался добровольцем в Белую армию и под именем штабс-капитана Орлова прибыл в Мурманск для службы в Северной Армии. 21 февраля 1920 года осуществил вооружённое восстание в Мурманске, на следующий день избран председателем Мурманского Совета рабочих и солдатских депутатов. На момент восстания уже был членом партии большевиков, год вступления в партию источники не указывают. Организовал вооруженную экспедицию в захваченную финнами Печенгу. После прихода в Мурманск 6 марта Красной армии отстранён от власти. 21 марта 1920 года выехал в Петроград. В 1930-х годах служил в органах НКВД. 10 декабря 1937 года был арестован по статье 58-6 по обвинению в шпионской деятельности в 1918—1920 годах. По данным Международного общества «Мемориал», на момент ареста жил в городе Пушкине Ленинградской области и работал в учреждении Красного креста. В том же году расстрелян, реабилитирован в 1958 году.

## Память
Именем Ивана Александрова названа улица в Мурманске, в Средней школе № 45 того же города есть его музей.